# Siloting
Siloting is een bestuurslaag in het regentschap Padang Sidempuan van de provincie Noord-Sumatra, Indonesië. Siloting telt 817 inwoners (volkstelling 2010).